# 삼성위크
삼성위크(Samsung Week)는 삼성닷컴에서 매년 블랙 프라이데이 기간에 앞서 일주일간 진행되는 글로벌 브랜드 이벤트이다. 이 행사는 11월 1일 삼성전자 창립기념일을 맞아 시작되었고 행사 기간에는 삼성의 모든 카테고리 제품을 할인된 가격에 제공한다.

## 역사

### 2020년
2020년 삼성은 제1회 삼성위크를 개최하였다. 이 행사는 영국 , 독일, 호주, 베트남 등 전 세계 32개국에서 일주일간(10월 26일부터 11월 1일까지) 진행되었으며 이 기간에 모바일기기, TV, 냉장고 등의 가전제품을 할인된 가격에 제공하였다.

### 2021년
2021년 제2회 삼성위크는 창립 52주년을 맞아 세계 전 지역에서 같은 기간에 진행하였다. 참여국은 지난 회에 비해 58개국으로 확대되었고 이벤트에 참여한 소비자들에게는 디지털 기기용 디지털 캘린더를 무료로 제공하였고 여러 국가에서 라이브 커머스 세션도 진행하였다. 삼성위크 행사는 '얼리 블랙프라이데이' 세일의 의미도 있다.

### 2022년
2022년 제3회 삼성위크는 10월 24일부터 11월 1일까지 진행되었고  참여국은 60개국으로 확대되었다.
미국에서는 인기 제품에 대해 24시간 동안 특별 할인을 적용하는 시간 한정 일일 특가 혜택을 제공한 바 있다.

### 2023년
2023년 제4회 삼성위크는 10월 23일부터 11월 1일까지 60여 개국 대상으로 진행되었고, 한국에서는 11월 1일부터 11월 30일까지 한 달간 진행되었다. 이 기간에 핸드폰, 웨어러블, TV, 냉장고 등 광범위한 제품군에 대해 할인 혜택을 제공하였다.
미국, 영국, 인도, 호주, 싱가포르, 한국의 6개국에서는 전 세계 다양한 인종과 성별, 라이프스타일을 지닌 고객들의 모습을 담은 삼성위크 캐릭터들의 피규어가 오프라인 리테일 매장에 비치되기도 하였다.

### 2024년
2024년 제5회 삼성위크는 삼성전자의 창립 5주년을 기념하여 2024년 10월 21일부터 11월 1일까지 전 세계 약 70여 개국에서 개최된 연례 글로벌 캠페인으로, 대한민국에서는 11월 1일부터 30일까지 진행되었다.
'Samsung AI(AI-driven Innnovation)'를 주제로, 인공지능 기능이 적용된 갤럭시 Z 폴드6, Neo QLED 8K TV 등이 기획전에 포함되었다.  미국과 캐나다 등 일부 지역에서는 55주년 기념 삼성 리워즈 포인트 5배 지급 행사가 진행되었고, 대한민국에서는 공식 웹사이트에 축하 메시지를 남긴 고객 중 55명을 추첨하여 경품을 증정했다.

## 같이 보기
- 광군제
- 블랙 프라이데이